# Utriculofera variegata
Utriculofera variegata là một loài bướm đêm thuộc phân họ Arctiinae, họ Erebidae.